# Karl Swenson
Karl Swenson (* 23. Juli 1908 in Brooklyn, New York City; † 8. Oktober 1978 in Torrington, Connecticut)  war ein US-amerikanischer Schauspieler.

## Leben
Der Sohn schwedischstämmiger Eltern fing nach Schulabschluss ein Medizinstudium am Marietta College in Ohio an, soll jedoch seinen Berufswunsch geändert haben, als er einen Frosch sezieren musste. Er begann seine professionelle Schauspielkarriere gegen Ende der 1920er-Jahre und verwendete anfangs auch das Pseudonym Peter Wayne. In den 1930er- und 1940er-Jahren war er in erster Linie als Theater- und Radioschauspieler tätig. So absolvierte er einige Auftritte am Broadway und spielte in der Uraufführung von Arthur Millers Theaterstück The Man Who Had All the Luck mit. Sehr erfolgreich war er als Mitwirkender am sogenannten „Goldenen Zeitalter des Radios“ in den Vereinigten Staaten, dabei übernahm er Sprechrollen in verschiedenen populären Radioserien. Er lieh etwa der Hauptrolle in der sehr beliebten, täglich gesendeten Radioserie Lorenzo Jones seine Stimme.
Zwar hatte Swenson bereits 1935 eine erste kleine Filmrolle gespielt, doch erst ab Mitte der 1950er-Jahre (als er bereits fast 50 Jahre alt war) wurden seine Film- und Fernsehauftritte regelmäßiger. Im Kino wurde er als Charakterdarsteller in Nebenrollen besetzt. 1960 trat er in dem Western Flammender Stern von Don Siegel an der Seite von Elvis Presley und Barbara Eden auf, hierbei verkörperte er Edens Filmvater. In Stanley Kramers Gerichtsdrama Urteil von Nürnberg über den Nürnberger Juristenprozess stellte er 1961 einen deutschen Anwalt dar. Zwei Jahre später war er in Alfred Hitchcocks Horrorthriller Die Vögel als betrunkener Gast im Restaurant zu sehen, der im Angesicht der Angriffe der Vögel düstere Prophezeiungen macht. Daneben trat Swenson als Gastdarsteller in diversen bekannten Serien wie Rauchende Colts, Bonanza, 77 Sunset Strip, Lassie, Ein Käfig voller Helden, Hawaii Fünf-Null und Die Straßen von San Francisco auf.
Im deutschsprachigen Raum wurde Karl Swenson insbesondere durch seine letzte große Rolle als Dorfgründer Lars Hanson in der Serie Unsere kleine Farm bekannt, die er von 1974 bis 1978 in circa 40 Folgen verkörperte. Am 8. Oktober 1978 starb der 70-jährige Swenson bei einem Verwandtschaftsbesuch in Connecticut an einem Herzinfarkt, knapp eine Woche vor Erstausstrahlung der Folge There’s No Place Like Home: Part 2 (deutscher Titel: Heimweh, Teil 2), in der seine Figur gleichfalls den Serientod stirbt. Swenson hinterließ seine Ehefrau Joan Tompkins, ebenfalls eine Schauspielerin, sowie vier Söhne.

## Filmografie (Auswahl)
- 1935: Strangers All
- 1943: Der 7. Dezember (December 7th, Dokumentarfilm)
- 1955: Alice in Wonderland (Fernsehfilm)
- 1957: Am Rande der Straße (Four Boys and a Gun)
- 1957: Corky und der Zirkus (Circus Boy, Fernsehserie, Folge 2x08)
- 1957–1961: Maverick (Fernsehserie, 3 Folgen)
- 1957–1971: Rauchende Colts (Gunsmoke, Fernsehserie, 9 Folgen)
- 1958: Erwachsen müßte man sein (Leave It to Beaver, Fernsehserie, 2 Folgen)
- 1958: Cheyenne (Fernsehserie, Folge 3x18)
- 1958: Rivalen (Kings Go Forth)
- 1958: Geraubtes Gold (The Badlanders)
- 1958–1959: Sugarfoot (Fernsehserie, 4 Folgen)
- 1958–1959: Abenteuer im wilden Westen (Zane Grey Theater, Fernsehserie, 3 Folgen)
- 1958/1960: Alfred Hitchcock präsentiert (Alfred Hitchcock Presents, Fernsehserie, 2 Folgen)
- 1958–1961: Have Gun – Will Travel (Fernsehserie, 6 Folgen)
- 1958–1963: 77 Sunset Strip (Fernsehserie, 4 Folgen)
- 1959: Auf der Kugel stand kein Name (No Name on the Bullet)
- 1959: Der Galgenbaum (The Hanging Tree)
- 1959: Menschen im Weltraum (Men Into Space, Fernsehserie, Folge 1x02)
- 1959–1963: Am Fuß der blauen Berge (Laramie, Fernsehserie, 4 Folgen)
- 1959, 1965: Tausend Meilen Staub (Rawhide, Fernsehserie, 2 Folgen)
- 1959–1967: Bonanza (Fernsehserie, 4 Folgen)
- 1960: Titanen (Ice Palace)
- 1960: Westlich von Santa Fé (The Rifleman, Fernsehserie, 2 Folgen)
- 1960: Der Admiral (The Gallant Hours)
- 1960: Johnny Ringo (Fernsehserie, Folge 1x37)
- 1960: Vergeltung ohne Gnade (One Foot in Hell)
- 1960: Hawaiian Eye (Fernsehserie, Folge 2x06)
- 1960: Land der tausend Abenteuer (North to Alaska)
- 1960: Flammender Stern (Flaming Star)
- 1961: Urteil von Nürnberg (Judgment at Nuremberg)
- 1961/1962: Die Unbestechlichen (The Untouchables, Fernsehserie, 2 Folgen)
- 1962: Auf glühendem Pflaster (Walk on the Wild Side)
- 1962: Einsam sind die Tapferen (Lonely Are the Brave)
- 1962: Am Schwarzen Fluss (The Spiral Road)
- 1962: The Andy Griffith Show (Fernsehserie, Folge 3x01)
- 1962: Das war der Wilde Westen (How the West Was Won)
- 1962: Alfred Hitchcock zeigt (The Alfred Hitchcock Hour, Fernsehserie, Folge 1x08)
- 1962: Sprung aus den Wolken (Ripcord, Fernsehserie, Folge 2x04)
- 1962–1965: Perry Mason (Fernsehserie, 4 Folgen)
- 1962–1969: Die Leute von der Shiloh Ranch (The Virginian, Fernsehserie, 7 Folgen)
- 1962–1972: Lassie (Fernsehserie, 10 Folgen)
- 1963: Die Vögel (The Birds)
- 1963: Die Hexe und der Zauberer (The Sword in the Stone) (Stimme)
- 1963: Der Preis (The Prize)
- 1964/1965: Auf der Flucht (The Fugitive, Fernsehserie, 2 Folgen)
- 1965: Sierra Charriba (Major Dundee)
- 1965: Die vier Söhne der Katie Elder (The Sons of Katie Elder)
- 1965: Cincinnati Kid (The Cincinnati Kid)
- 1965–1967: Big Valley (The Big Valley, Fernsehserie, 3 Folgen)
- 1966: Der Mann, der zweimal lebte (Seconds)
- 1966: Abenteuer im Grand Canyon (Brighty of the Grand Canyon)
- 1967: Die fünf Geächteten (Hour of the Gun)
- 1967: Ein Käfig voller Helden (Hogan’s Heroes, Fernsehserie, Folge 3x07)
- 1967: Daktari (Fernsehserie, Folge 3x08 Giftige Trauben)
- 1967–1968: Der Marshall von Cimarron (Cimarron Strip, Fernsehserie, 6 Folgen)
- 1968/1969: Kobra, übernehmen Sie (Mission: Impossible, Fernsehserie, 2 Folgen)
- 1970: …tick… tick… tick…
- 1970: Hawaii Fünf-Null (Hawaii Five-O, Fernsehserie, 2 Folgen)
- 1970: Rauhes Land (The Wild Country)
- 1970–1972: Twen-Police (The Mod Squad, Fernsehserie, 3 Folgen)
- 1971: Fluchtpunkt San Francisco (Vanishing Point)
- 1971: Der Chef (Ironside, Fernsehserie, Folge 4x18)
- 1971: Dan Oakland (Dan August, Fernsehserie, Folge 1x20)
- 1972: Keine Gnade für Ulzana (Ulzana’s Raid)
- 1973: Männerwirtschaft (The Odd Couple, Fernsehserie, Folge 3x14)
- 1973: Barnaby Jones (Fernsehserie, Folge 2x05)
- 1974: Notruf California (Emergency!, Fernsehserie, Folge 3x16)
- 1974: Die Straßen von San Francisco (The Streets of San Francisco, Fernsehserie, Folge 2x17)
- 1974: Happy Days (Fernsehserie, Folge 2x02 Ein heisser Ofen)
- 1974–1978: Unsere kleine Farm (Little House on the Prairie, Fernsehserie, 40 Folgen)
- 1975: Cannon (Fernsehserie, Folge 4x15 Flucht ohne Ende)
- 1978: The Amazing Spider-Man (Fernsehserie, Folge 1x05)